# Patinatge de velocitat als Jocs Olímpics d'hivern de 2006 - 1.500 metres femenins
Als Jocs Olímpics d'Hivern de 2006 celebrats a la ciutat de Torí (Itàlia) es disputà una prova de patinatge de velocitat sobre gel sobre una distància de 1.500 metres en categoria femenina que formà part del programa oficial dels Jocs.
La prova es disputà el dia 22 de febrer de 2006 a les instal·lacions de l'Oval Lingotto de la ciutat de Torí. Hi participaren un total de 35 patinadores de velocitat de 13 comitès nacionals diferents.

## Resum de medalles
| Or            | Argent          | Bronze     |
| Cindy Klassen | Kristina Groves | Ireen Wust |

## Resultats
| Pos. | Nom                  | CON             | Temps   | Dif.   |
| ---- | -------------------- | --------------- | ------- | ------ |
| 1    | Cindy Klassen        | Canadà          | 1:55.27 |        |
| 2    | Kristina Groves      | Canadà          | 1:56.74 | +1.47  |
| 3    | Ireen Wust           | Països Baixos   | 1:56.90 | +1.63  |
| 4    | Anni Friesinger      | Alemanya        | 1:57.31 | +2.04  |
| 5    | Chiara Simionato     | Itàlia          | 1:58.76 | +3.49  |
| 6    | Yekaterina Lobysheva | Rússia          | 1:58.87 | +3.60  |
| 7    | Christine Nesbitt    | Canadà          | 1:59.15 | +3.88  |
| 8    | Jennifer Rodriguez   | Estats Units    | 1:59.30 | +4.03  |
| 9    | Renate Groenewold    | Països Baixos   | 1:59.33 | +4.06  |
| 10   | Daniela Anschütz     | Alemanya        | 1:59.74 | +4.47  |
| 11   | Katarzyna Wojcicka   | Polònia         | 1:59.96 | +4.69  |
| 12   | Wang Fei             | R.P. de la Xina | 2:00.13 | +4.86  |
| 13   | Paulien van Deutekom | Països Baixos   | 2:00.15 | +4.88  |
| 14   | Marianne Timmer      | Països Baixos   | 2:00.45 | +5.18  |
| 15   | Maki Tabata          | Japó            | 2:00.77 | +5.50  |
| 16   | Ju-Youn Lee          | Corea del Sud   | 2:00.85 | +5.58  |
| 17   | Annette Bjelkevik    | Noruega         | 2:01.03 | +5.76  |
| 18   | Catherine Raney      | Estats Units    | 2:01.17 | +5.90  |
| 19   | Maren Haugli         | Noruega         | 2:01.22 | +5.95  |
| 20   | Varvara Barysheva    | Rússia          | 2:01.60 | +6.33  |
| 21   | Yekaterina Abramova  | Rússia          | 2:01.63 | +6.36  |
| 22   | Eriko Ishino         | Japó            | 2:01.85 | +6.58  |
| 22   | Ji Jia               | R.P. de la Xina | 2:01.85 | +6.58  |
| 24   | Maria Lamb           | Estats Units    | 2:02.12 | +6.85  |
| 25   | Valentina Yakshina   | Rússia          | 2:02.15 | +6.88  |
| 26   | Hedvig Bjelkevik     | Noruega         | 2:02.16 | +6.89  |
| 27   | Anna Natalia Rokita  | Àustria         | 2:02.19 | +6.92  |
| 28   | Shannon Rempel       | Canadà          | 2:02.24 | +6.97  |
| 29   | Nami Nemoto          | Japó            | 2:02.34 | +7.07  |
| 30   | Lucille Opitz        | Alemanya        | 2:02.75 | +7.48  |
| 31   | Adelia Marra         | Itàlia          | 2:03.07 | +7.80  |
| 32   | Seon Yeong Noh       | Corea del Sud   | 2:03.35 | +8.08  |
| 33   | Hiromi Otsu          | Japó            | 2:04.77 | +9.50  |
| 34   | Zhang Xiaolei        | R.P. de la Xina | 2:05.75 | +10.48 |
| 35   | Daniela Oltean       | Romania         | 2:09.24 | +13.97 |